# Mamadou Diouldé Bah
Mamadou Diouldé Bah (Conakry, 25 aprile 1988) è un calciatore guineano, centrocampista svincolato.